# Kommandant der Seeverteidigung Kanalinseln

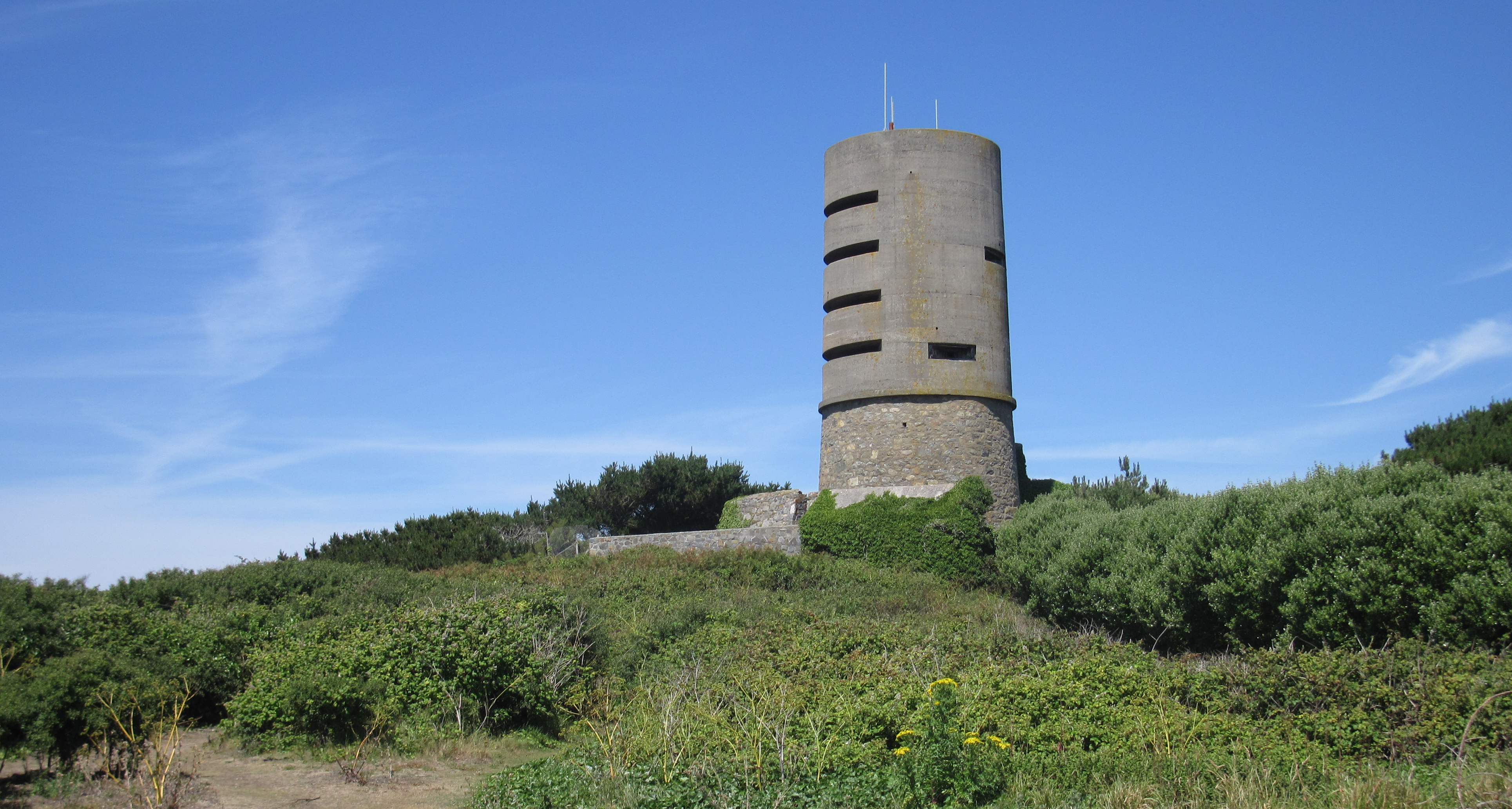
Ein Marinepeilturm auf Guernsey als Teil der Seeraumüberwachung der Kriegsmarine

Der Kommandant der Seeverteidigung Kanalinseln, kurz Seekommandant Kanalinseln, war ein regionaler Küstenbefehlshaber der deutschen Kriegsmarine im Zweiten Weltkrieg.

## Geschichte

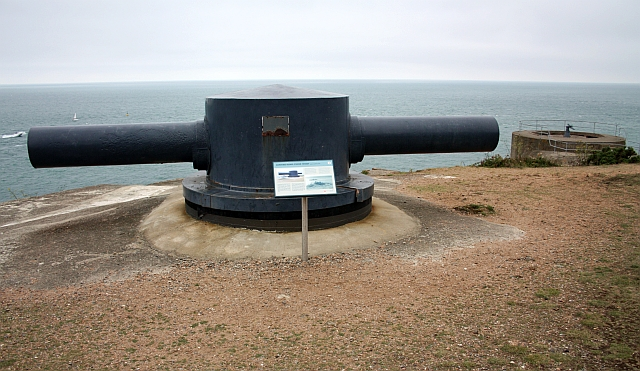
Entfernungsmessgerät der Batterie Lothringen (3. Batterie der Marineartillerieabteilung 604) in Saint Brélade auf Jersey

Der Befehlsbereich des Kommandanten der Seeverteidigung Kanalinseln wurde im Juli 1942 aus der Seekommandantur Normandie ausgegliedert. Der Dienstsitz des Seekommandanten befand sich in Saint Peter Port auf der Insel Guernsey.
Nach der alliierten Invasion in der Normandie im Juni 1944 verlor der Bereich seine Verbindung zu den deutsch besetzten Gebieten in Frankreich und wurde im August 1944 zur Festung erklärt. Die Umbenennung des Seekommandanten zum Seebefehlshaber erfolgte Mitte August 1944 einhergehend mit der Unterstellung mehrerer schwimmender Verbände und der Einrichtung der Stelle eines 1. Führungsstabsoffiziers. Gleichzeitig kam die Île de Cézembre zu seinem Zuständigkeitsbereich. Der Seebefehlshaber Kanalinseln wurde Stellvertreter des Festungskommandanten Kanalinseln. Wehrbefehlshaber Kanalinseln war der Generalleutnant Rudolf von Schmettow und durch die Umstrukturierung wurde ab Oktober 1944 der Seebefehlshaber Kanalinseln auch Chef des Stabes beim Wehrmachtsbefehlshaber Kanalinseln. Im Februar 1945 wurde der Seebefehlshaber Kanalinsel, Vizeadmiral Friedrich Hüffmeier, Nachfolger vom Wehrmachtsbefehlshaber Kanalinseln, wodurch bis Kriegsende eine Personalunion der Dienststellen entstand.

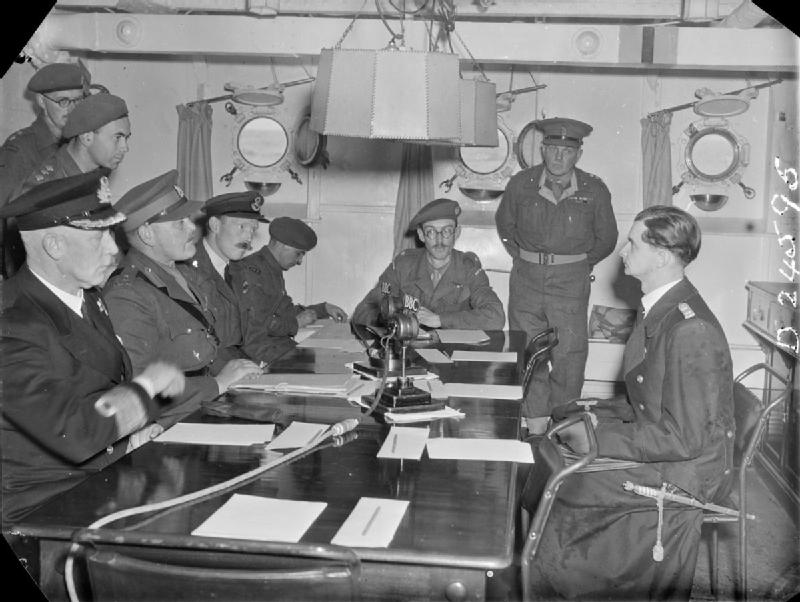
Kapitulationsgespräche für die Kanalinseln an Bord Bulldog. Deutscher Vertreter ist Kapitänleutnant Armin Zimmermann, Chef der 46. Minensuchflottille.

Während die abgesetzt vor der Küste bei Saint-Malo liegende Île de Cézembre am 2. September 1944 gegenüber den Alliierten kapitulierte, blieben die übrigen Kanalinseln bis zum Kriegsende in deutscher Hand und kapitulierten am 9. Mai 1945. Der Seebefehlshaber, Vizeadmiral Friedrich Hüffmeier, beschränkte sich nicht darauf, die Stellung zu halten, sondern nutzte die Position, um offensiv zumindest mit Nadelstichen gegen die Alliierten vorzugehen und zugleich die eigene prekäre Versorgungssituation zu verbessern. Zu diesen Operationen gehörte der Handstreich auf Granville am 8. und 9. März 1945.

## Unterstellte Kräfte als Seekommandant
- Hafenkommandant Guernsey (Saint Peter Port)
  - Hafenkapitän Saint Peter Port
  - Hafenschutzflottille Kanalinseln, im März 1945 dem Seekommandanten direkt unterstellt
- Hafenkommandant Jersey (Saint Helier)
  - Hafenkapitän Saint Helier
- Hafenkommandant Alderney (Saint Anne)
  - Hafenkapitän Saint Anne
- Marineartillerieabteilung 604 (Guernsey), im Oktober 1941 aus den Niederlanden zum Marineartilleriekommandeur Normandie, später Seekommandant Normandie verlegt, ab Juli 1942 beim Seekommandanten Kanalküste
- Marineartillerieabteilung 605 (Alderney), für den Seekommandanten Kanalküste aufgestellt

Unterstellte Kräfte des Seebefehlshabers ab August 1944
- 2. Vorpostenflottille (Saint Helier), von der 3. Sicherungs-Division kommend, ab Juni 1944 beim Seekommandanten Kanalinseln, im Dezember 1944 aufgeteilt in eine eigenständige Artillerieträgergruppe, Rest der Fahrzeuge zur 46. Minensuchflottille
- 24. Minensuchflottille (Saint Helier), von der 3. Sicherungs-Division
- 46. Minensuchflottille (Saint Peter Port), von der 3. Sicherungs-Division

## In der Endphase hinzugekommene Kräfte
- Feldkommandantur Kanalinseln (Saint Helier), zuvor dem Wehrmachtsbefehlshaber unterstellt
- Marinestabsabteilung Kanalinseln, aufgestellt im März 1945

## Seekommandanten
- Juli 1942 – Juli 1944: Kapitän zur See Julius Steinbach, ehemaliger Kommandant im Abschnitt Wilhelmshaven und Kommandant im Abschnitt Helgoland
- Juli 1944 – Mai 1945: Vizeadmiral Friedrich Hüffmeier

## Bekannte Angehörige
- Kapitänleutnant Armin Zimmermann: Chef der 46. Minensuchflottille, später zeitgleich einziger 1. Führungsstabsoffizier beim Seebefehlshaber Kanalküste und deutscher Unterhändler bei den Kapitulationsgesprächen für die Kanalinseln zu Kriegsende